# Patinatius attemsi
Patinatius attemsi är en mångfotingart som beskrevs av Kraus 1960. Patinatius attemsi ingår i släktet Patinatius och familjen Odontopygidae. Inga underarter finns listade i Catalogue of Life.